# 夏尔·尚柏朗
夏尔·尚柏朗（法語：Charles Chamberland，法語發音：[ʃaʁl ʃɑ̃bɛʁlɑ̃]；1851年3月12日—1908年5月2日）是一位法國微生物學家。
1884年，他發明了現在稱作尚柏朗濾器的過濾設備。該濾器有比細菌直徑還小的孔洞，這樣便可以方便地從溶液中分離出細菌來。他對1879年高压灭菌器的發明也做出了一定的貢獻。
尚柏朗和路易·巴斯德一起偶然間發現了雞霍亂的疫苗。當時他忘記了給一些做試驗用的雞注射病毒，當他將空置了一段時間後的病毒注射入雞體時，它們並沒有死去（那些注射了新鮮病毒的雞已經全部死去了）。由此他們也得出了疫苗是弱化的病毒的結論。

## 外部連結
- Charles Edouard Chamberland and Louis Pasteur, PasteurBrewing.com